# Кватюра Роман Ярославович
Рома́н Яросла́вович Кватю́ра (2003—2023) — український військовослужбовець, учасник російсько-української війни.

## Життєпис
Народився 2003 року в селі Хомівка Тернопільського району Тернопільської області; там і проживав.
Служив у 4-й штурмовій роті 2-го штурмового батальйону в/ч А?. Загинув 21 серпня 2023 року поблизу Бахмута, Донецька область. Від 21 серпня 2023 року вважався зниклим безвісти. 4 вересня 2023-го підтверджено його загибель.
Похований в рідному селі 6 вересня 2023 року.

## Нагороди
- Орден «За мужність» III ступеня[1].